# Branislav Ivanović
Branislav Ivanović (født 22. februar 1984) er en serbisk fodboldspiller, som i øjeblikket januar 2017  spiller for den russiske klub Zenit Skt. Petersborg. Branislav er forsvarsspiller.
Han har tidligere spillet i OFK Beograd og Lokomotiv Moskva, og han var tidligere Chelsea F.C. manager Avram Grants andet indkøb, efter Nicolas Anelka. Han har ingen officiel yndlingsposition, og han kan spille både som højre forsvarer eller midterforsvarer. Han havde sin debut-kamp mod Portsmouth F.C. i Carling-Cuppen, hvor han overtog Jose Bosingwas plads.

## Personlige liv
Hans kælenavn er "ulykke", et kælenavn for den serbiske navn Branislav. Ivanović har en søn ved navn Stefan. 
Hans fætter Dejan Milovanović, er også professionel fodboldspiller.